# Jossi Sarid

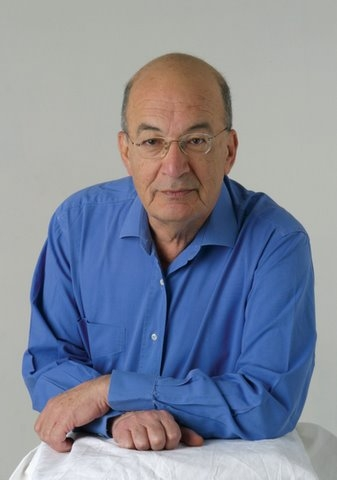
Jossi Sarid

Jossi Sarid (hebräisch יוסי שריד; geboren am 24. Oktober 1940 in Rechovot, Völkerbundsmandat für Palästina; gestorben am 4. Dezember 2015 in Tel Aviv) war ein linksgerichteter israelischer Nachrichten-Kommentator und Politiker. Bekannt wurde er als wichtiger Exponent der israelischen Friedensbewegung.

## Leben
Jossi Sarids Geburtsname war Sneider. Sein Vater Yaakov, der als einziger seiner Familie die Shoah überlebt hatte, änderte den Familiennamen 1945 in Sarid (hebräisch: Überbleibsel). Beide Eltern waren in der damals polnischen Stadt Rafaliwka (Rafałówka) aufgewachsen und 1934 nach Palästina ausgewandert. Seine schwer depressive Mutter Duba Sarid nahm sich am 19. Jahrestag des von den Nazis in einem Wald bei Rafałówka begangenen Massakers, bei dem ihre Mutter, ihr Vater, ihre Schwester und ihr Bruder erschossen wurden, das Leben. Sein Vater, dessen Lebenswille ungebrochen war, arbeitete als Lehrer und wurde Leiter aller sozialistischen Schulen und Mitarbeiter im israelischen Erziehungsministerium.
Sarid diente ab 1958 im Artillerie-Corps und als Militär-Korrespondent in den Israelischen Verteidigungsstreitkräften. Nach dem Militärdienst arbeitete er als Korrespondent für Israel Radio. Als Journalist war er bekannt für sein geschliffenes Hebräisch. Mit 24 Jahren wurde er Pressesprecher der sozialdemokratischen Partei Awoda. Schnell gewann er das Vertrauen von Levi Eschkol, Pinchas Sapir und Golda Meir. An der New School for Social Research in New York studierte er kurz nach dem Sechs-Tage-Krieg Politikwissenschaften. Dort beteiligte er sich am Protest gegen den Vietnamkrieg der Students for a Democratic Society, dies veränderte auch seinen Blick auf die militärische Politik Israels. Dass sich Golda Meir weigerte, das Westjordanland nach dem von Israel gewonnenen Krieg wieder unter arabische Verwaltung zu stellen, verstand er nicht. Sein Verhältnis zur Parteiführung trübte sich. Nach den militärischen Triumphen Mosche Dajans galt er bald als Außenseiter.
Nachdem die Beinaheniederlage des Jom-Kippur-Kriegs die Machtverhältnisse relativiert hatte, war er von 1974 bis 2006  Mitglied der Knesset für Ma’arach, Ratz und Meretz. Ab dem Wahlsieg Menachem Begins 1977 wurde er zu einer der wichtigsten Stimmen der linken Opposition. 1982 sprach er sich als erster zionistischer Knesset-Abgeordneter gegen den Libanonkrieg aus, was ihn zunächst zahlreichen Anfeindungen aussetzte, letztlich aber seinen Rückhalt stärkte, als sich der Krieg als Fiasko erwies. Von 1992 bis 1996 war Sarid Minister für Umwelt und von 1999 bis 2000 Minister für Erziehung, Kultur und Sport. Er regte an, auch Gedichte palästinensischer Autoren in israelische Schulbücher aufzunehmen und in Israel offiziell des Völkermordes an den Armeniern zu gedenken. Er war einer der Vertrauten von Jitzchak Rabin und war an den Vorarbeiten für die Abkommen mit den Palästinensern beteiligt. Von 1996 bis 2003 führte Sarid die links-säkuläre Partei Meretz.
Sarid lebte in Tel Aviv. In seinen wöchentlichen Haaretz-Kolumnen brachte er seine Kritik an der israelischen Regierung, besonders an ihrer Besatzungspolitik zum Ausdruck. Er war einer der Wortführer der Bürgerrechts- und Friedensbewegung Schalom Achschaw. Der Spiegel schrieb im Nachruf: „Sprachmächtig, mit scharfen Verstand und oft beißender Kritik hielt er seinem Land den Spiegel vor, kämpfte gegen Korruption, Rassismus und die Besatzungspolitik. Er litt am Kurs Israels und trauerte öffentlich bis zuletzt in seinen Haaretz-Kolumnen.“ Ari Shavit beschrieb ihn 2013 in seinem Buch als resigniert.
Er starb im Dezember 2015 im Alter von 75 Jahren an den Folgen eine Herzinfarkts. Er wurde am 6. Dezember auf dem Friedhof des Kibbuz Givat Hashlosha im Drom HaScharon beigesetzt.
Israels Ministerpräsident Benjamin Netanjahu würdigte ihn in einem Nachruf: „Obwohl wir in vielen Punkten unterschiedlicher Meinung waren, habe ich ihn bewundert für das Festhalten an seinen Überzeugungen, für sein umfangreiches Wissen und für seinen einwandfreien Gebrauch des Hebräischen.“
Jossi Sarid war verheiratet mit Dorit und hatte drei Kinder. Der 1965 geborene Jurist und Schriftsteller Yishai Sarid ist sein Sohn.